# Quetrequén
Quetrequén est une localité rurale argentine située dans le département de Rancul, dans la province de La Pampa.

## Démographie
La localité compte 392 habitants (Indec, 2010), soit une augmentation de 10 % par rapport au précédent recensement de 2001 qui comptait 355 habitants.